# M/F Smyril
M/F Smyril – prom pasażerski należący do rządowej firmy Strandfaraskip Landsins. Jest to największa jednostka we flocie firmy, mogąca pomieścić do 975 pasażerów oraz do dwustu samochodów. Jednostka weszła do eksploatacji w roku 2005 i od tamtej pory kursuje na trasie Tórshavn - Tvøroyri. Nazwa Smyril z języka farerskiego oznacza drzemlika.

## Historia
M/F Smyril skonstruowano w hiszpańskiej stoczni IZAR w San Fernando. Zlecenie zostało złożone przez Strandfaraskip Landsins 9 kwietnia 2002 roku. Budowa rozpoczęła się 19 marca 2003, a już 20 marca 2004 prom zwodowano. Jednocześnie w Tvøroyri kończono pracę nad nową przystanią promową, zwaną Krambatangi, która w 2004 roku zastąpiła zbyt mały port Drelnes. W sierpniu 2005 roku odbyły się testy silników nowej jednostki. Statek ochrzczono 24 września 2005 roku, a 29 września przekazano go Strandfaraskip Landsins. 15 października statek został hucznie powitany w Tvøroyri, a dzień później po raz pierwszy przybył do Tórshavn. 31 października rozpoczął regularne kursowanie na trasie numer 7, łączącej Tvøroyri z Tórshavn, zastąpiwszy w ten sposób dawny prom o tej samej nazwie. W październiku 2007 roku prom odwiedził stocznię Öresundsvarvet w Landskronie.

## Poprzednie statki
Strandfaraskip Landsins w przeszłości obsługiwał inne jednostki o nazwie Smyril. Pierwszą z nich była niewielka łódź zbudowana w latach 90. XIX wieku, operująca głównie w okolicach Tvøroyri. W 1931 w duńskim Frederikshavn zbudowano jej następcę, który rozpoczął kursowanie w 1932 roku. Nowy prom przywitano hucznie na Wyspach Owczych. Prom przez 35 lat obsługiwał niemal cały archipelag, pływał między innymi do miejscowości położonych na wschodniej części wyspy Eysturoy, na Sandoy oraz na Suðuroy. Pływał także do miejscowości Vestmanna, łącząc wyspę Streymoy z Vágar i położonym na niej portem lotniczym. Rzadziej obsługiwał także mniejsze wyspy - Mykines oraz Nólsoy, a przez krótki okres pływał także do Klaksvík.
Nową jednostkę zbudowano w 1967 roku w stoczni Tórshavnar Skipasmiðja, mieszczącej się w stolicy Wysp Owczych, Tórshavn. Dzięki niej czas podróży między stolicą a Tvøroyri skrócił się z czterech do trzech godzin. Jednostka mogła pomieścić 300 pasażerów, jednak w latach 70. XX wieku znacząco wzrosło zapotrzebowanie na transport pojazdów. W 1975 roku Strandfaraskip Landsins zakupiło od duńskiego przedsiębiorstwa Mols-Linien prom Morten Mols, zwodowany w 1969 roku w stoczni w Aalborgu. W połowie lat 90. XX wieku statek zaczął wykazywać problemy w radzeniu sobie z trudnymi warunkami pogodowymi na Wyspach Owczych. Strandfaraskip Landsins przestało go używać w październiku 2005 roku, a 3 lutego 2006 został sprzedany przedsiębiorstwu Arsea Ltd z Saint Lucia.